# William Gallas
William Gallas, (sinh ngày 17 tháng 8 năm 1977 ở Asnières-sur-Seine), là một cựu cầu thủ bóng đá Pháp. Anh chơi ở vị trí Trung vệ và anh cũng có thể chơi được ở vị trí Hậu vệ cánh.
Năm 2001, William Gallas trở thành thành viên của câu lạc bộ Chelsea và bắt đầu thi đấu ở Premier League. Sau khi Roman Abramovich trở thành chủ sở hữu của Chelsea và sự xuất hiện của huấn luyện viên José Mourinho trên băng ghế chỉ đạo của Chelsea, Gallas mất dần vị trí trong đội hình chính. Đỉnh điểm của mâu thuẫn giữa anh và Mourinho là việc Michael Ballack gia nhập Chelsea với số áo 13 của chính hậu vệ người Pháp.
Mùa hè năm 2005, José Mourinho quyết định mang Ashley Cole về Chelsea từ Arsenal và Gallas là một phần trong bản hợp đồng đó.
Kể từ đó, anh thi đấu cho Arsenal. Anh được cho là người kế vị cho vị trí trung vệ của Sol Campbell để lại. Anh thi đấu tốt, cặp cùng với Kolo Touré thành một cặp trung vệ dày dạn kinh nghiệm. Mùa hè 2009, sau khi Kolo Touré đã chuyển đến thi đấu cho Manchester City, Gallas tiếp tục được đá cặp cùng với Thomas Vermaelen và thể hiện được sự ăn ý, hiệu quả trong giai đoạn đầu mùa giải 2009-2010.
Gallas cũng là thành viên của Đội tuyển Pháp, anh được tham gia thi đấu trong trận thắng 5-0 trước Slovenia ở vòng loại Euro 2004 vào tháng 10/2002. Anh tiếp tục thi đấu cho đội tuyển Pháp ở vòng chung kết năm đó. Anh đã từng chơi cho tuyển trẻ Pháp tại FIFA World Youth Championship năm 1997. Gallas là một trong những thành viên tiêu biểu cho đội tuyển bóng đá Pháp tại World Cup 2006. Năm 2010, Gallas rời Arsenal và chuyển đến Tottenham Hotspur theo dạng chuyển nhượng tự do. Với việc gia nhập Tottenham Hotspur, Gallas đã trở thành cầu thủ đầu tiên khoác áo cả ba câu lạc bộ Chelsea, Arsenal và Tottenham Hotspur.

## Thống kê sự nghiệp

### Bàn thắng quốc tế
| # | Ngày                 | Địa điểm                                            | Đối thủ              | Bàn thắng | Kết quả | Giải đấu                 |
| - | -------------------- | --------------------------------------------------- | -------------------- | --------- | ------- | ------------------------ |
| 1 | 17 tháng 8 năm 2005  | Sân vận động Mosson, Montpellier, Pháp              | Bờ Biển Ngà          | 1–0       | 3–0     | Giao hữu                 |
| 2 | 16 tháng 8 năm 2006  | Sân vận động Koševo, Sarajevo, Bosna và Hercegovina | Bosna và Hercegovina | 1–1       | 1–2     | Giao hữu                 |
| 3 | 10 tháng 10 năm 2009 | Sân vận động Roudourou, Guingamp, Pháp              | Quần đảo Faroe       | 3–0       | 5–0     | Vòng loại World Cup 2010 |
| 4 | 18 tháng 11 năm 2009 | Stade de France, Saint-Denis, Pháp                  | Cộng hòa Ireland     | 1–1       | 1–1     | Vòng loại World Cup 2010 |
| 5 | 30 tháng 5 năm 2010  | Sân vận động 7 tháng 11, Radès, Tunisia             | Tunisia              | 1–1       | 1–1     | Giao hữu                 |

## Danh hiệu
Caen
- French Division 2: 1995–96

Chelsea
- Premier League: 2004–05, 2005–06 [5]
- Football League Cup: 2004–05
- FA Community Shield: 2005

Đội tuyển Pháp
- FIFA Confederations Cup: 2003 [4]
- Á quân FIFA World Cup: 2006 [4]

Cá nhân
- Tân binh của năm Giải hạng nhất Pháp 1999 [6]
- PFA Team of the Year: 2002–03 Premier League,[7] 2005−06 Premier League[8]
- ESM Team of the Year: 2007−08[9]